# Polystichum erosum
Polystichum erosum är en träjonväxtart som beskrevs av Ren-Chang Ching och Shing. Polystichum erosum ingår i släktet Polystichum och familjen Dryopteridaceae. Inga underarter finns listade.